# Tyson Sexsmith
Tyson Sexsmith (* 19. März 1989 in Priddis, Alberta) ist ein ehemaliger kanadischer Eishockeytorwart, der im Verlauf seiner aktiven Karriere zwischen 2005 und 2013 unter anderem beim HC Bozen aus der italienischen Serie A1 unter Vertrag stand.

## Karriere
Sexsmith begann seine Juniorenkarriere im Jahr 2004 bei den Olds Grizzlies, einem Team der zweitklassigen kanadischen Juniorenliga Alberta Junior Hockey League. In seiner ersten Spielzeit absolvierte der Rookie 62 Partien für das Team, doch das Abschließen der Saison auf dem letzten Platz der South Division konnte auch er nicht verhindern. Am Saisonende erhielt er dennoch die teaminterne Auszeichnung zum Rookie des Jahres.

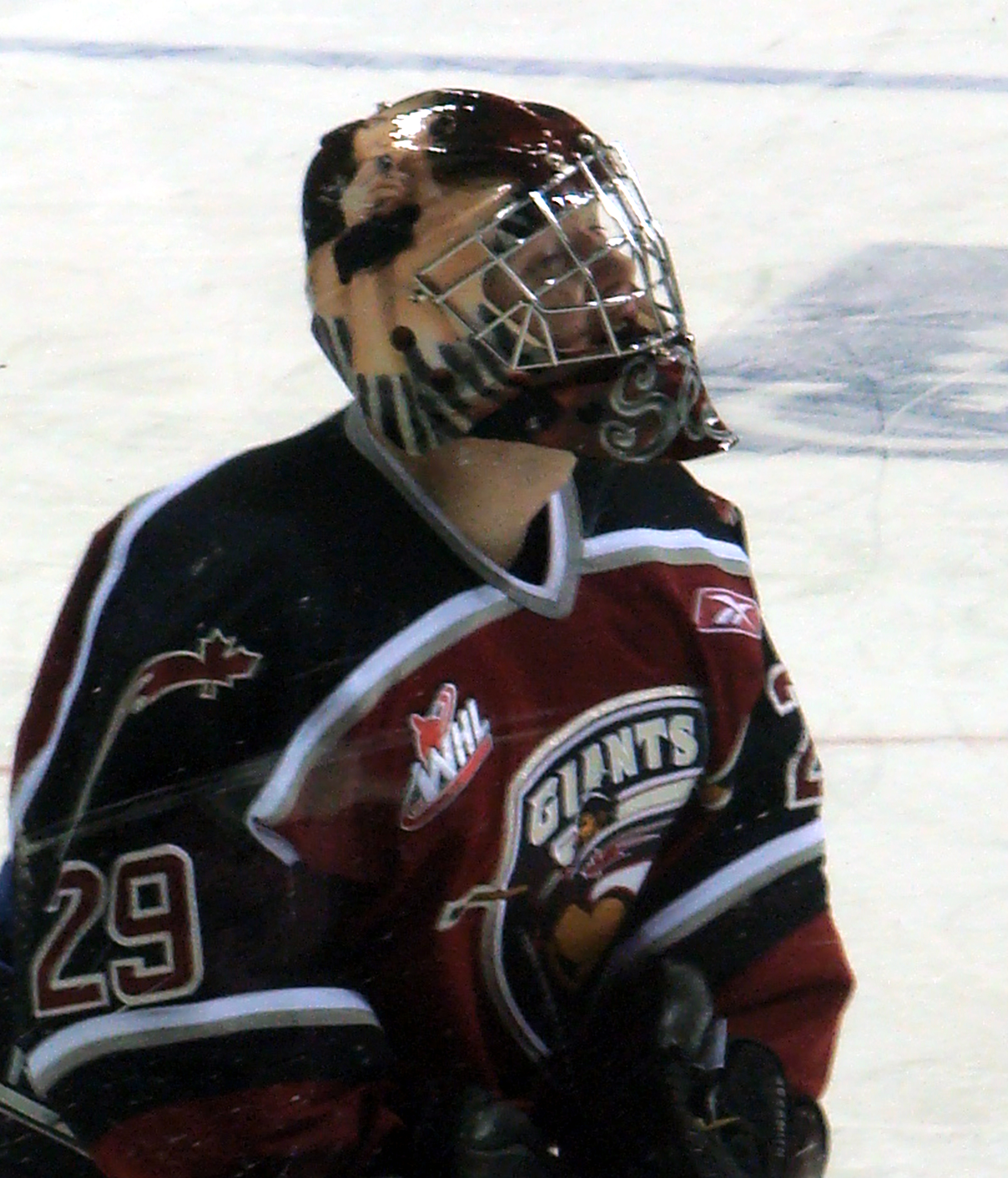
Sexsmith im Trikot der Vancouver Giants

Nachdem der Torwart im Verlauf der Saison 2004/05 bereits zu einem vierminütigen Kurzeinsatz bei den Medicine Hat Tigers und zwei Spielen bei den Vancouver Giants in der Western Hockey League gekommen war, wechselte er im Sommer für die folgenden vier Jahre an die kanadische Westküste nach Vancouver. Bereits bei seinem ersten Einsatz über die volle Spielzeit von 60 Minuten in der WHL feierte er in der Spielzeit 2004/05 seinen ersten Sieg. Weitere sechs Siege ließ er im anschließenden Spieljahr folgen, als er als sogenannter Back-Up zu elf Einsätzen kam. Sein Potenzial stellte Sexsmith dabei mit einem soliden Gegentorschnitt von 2,30 unter Beweis. Am Ende der Saison feierte er mit den Vancouver Giants zudem den Gewinn des President’s Cup, der Meisterschaftstrophäe der WHL.
Zur folgenden Saison übernahm der junge Kanadier nach einem wochenlangen Zweikampf mit dem bisherigen Starter Dustin Slade den Stammposten im Tor der Giants. Slade verließ nach seiner Demission das Team, womit Sexsmith den Stammplatz übernahm. Auch mit ihm zwischen den Pfosten erreichte das Team in der regulären Saison den ersten Platz seiner Division. In den Playoffs drang Vancouver – angeführt von Milan Lucic – erneut bis ins Finale vor, unterlag dort allerdings den Medicine Hat Tigers mit 3:4. Sexsmith verbuchte im Verlauf der gesamten Saison insgesamt 14 Shutouts und verbesserte seinen Gegentorschnitt auf 1,79 – mit diesem Wert führte er gleichzeitig die Liga an. Die Spielzeit fand einen versöhnlichen Ausklang, als die Giants als Gastgeber des saisonabschließenden Memorial Cups den prestigeträchtigen Titel gegen die Medicine Hat tigers gewinnen konnten. Im Anschluss daran wurde Sexsmith im NHL Entry Draft 2007 in der dritten Runde an 91. Stelle von den San Jose Sharks ausgewählt.
Auch in den Spieljahren 2007/08 und 2008/09 füllte der Torhüter den Posten des Stammtorwarts bei den Vancouver Giants aus. Die Titelgewinne der Vorjahre konnten in dieser Zeit aber nicht wiederholt werden. Allerdings spielte der Kanadier weiterhin auf hohem Niveau und erhielt eine Einladung ins Trainingslager der kanadischen Nationalmannschaft für die U20-Junioren-Weltmeisterschaft 2008. Die endgültige Nominierung für die Welttitelkämpfe blieb aber aus. In der WHL sammelte Sexsmith im Zeitraum zwischen 2007 und 2009 in weiteren 141 WHL-Spielen inklusive der Playoffs 16 Shutouts. Mit 26 Shutouts in der regulären Saison im Verlauf seiner Juniorenkarriere stellte er einen neuen Bestwert für die Western Hockey League auf. Mit seinem 22. Shutout am 7. November 2008 übertraf er die bisherigen Rekordhalter Bryan Bridges und Leland Irving. Des Weiteren war er 2008 ins Second All-Star Team der WHL gewählt worden und hatte die Liga erneut in den Kategorien Gegentorschnitt und Shutouts angeführt.
Nachdem ihn die San Jose Sharks bereits am 22. Juli 2008 zur Unterschrift unter einen Dreijahresvertrag gebracht hatten, wechselte Sexsmith im Sommer 2009 ins Profilager. Innerhalb des Franchises der Sharks wurde er ins Farmteam, zu den Worcester Sharks aus der American Hockey League, beordert. Dort bildete er in der Saison 2009/10 das Torhütergespann mit dem US-Amerikaner Alex Stalock, dessen Back-Up er war. Trotz weniger Einsätze und der zwischenzeitlichen Versetzung in die ECHL, um Spielpraxis zu sammeln, erreichte Sexsmith Anfang Februar 2010 seinen ersten Shutout im Profibereich bei einem 3:0-Sieg über die Lowell Devils. Der Torwart verbrachte noch zwei weitere Jahre in Worcester.
Nachdem sein auslaufender Vertrag nicht verlängert worden war, wechselte er zur Saison 2012/13 zu Metallurg Nowokusnezk aus der Kontinentalen Hockey Liga. Nachdem er dort bis Ende Januar 2013 lediglich vier Einsätze absolviert hatte, folgte der Wechsel nach Italien, wo er beim HC Bozen aus der Serie A1 unterschrieb. Dort beendete er nach der Spielzeit im Alter von 24 Jahren seine aktive Karriere.

## Erfolge und Auszeichnungen
| - 2006 President’s-Cup-Gewinn mit den Vancouver Giants - 2007 Teilnahme am CHL Top Prospects Game - 2007 Memorial-Cup-Gewinn mit den Vancouver Giants | - 2008 WHL West Second All-Star Team - 2012 Teilnahme am AHL All-Star Classic |